# Robert Fajen
Robert Fajen (* 22. Oktober 1969 in Regensburg) ist ein deutscher Romanist und Literaturwissenschaftler.

## Leben
Nach dem Abitur am Albertus-Magnus-Gymnasium Regensburg studierte Fajen die Fächer Französisch, Deutsch und Italienisch an den Universitäten Würzburg, Nantes und Konstanz;  das Studium schloss er 1997 in Konstanz mit dem 1. Staatsexamen sowie dem Magister-Artium-Titel ab. 2001 wurde er in Würzburg mit einer von Ernstpeter Ruhe betreuten Dissertation promoviert; die Arbeit war dem spätmittelalterlichen Roman Le livre du Chevalier errant (1396) des piemontesischen Markgrafen Thomas III. von Saluzzo gewidmet und wurde 2002 vom Deutschen Romanistenverband mit dem Elise-Richter-Preis (Literaturwissenschaft) ausgezeichnet; 2019 legte Fajen eine Edition des Livre du Chevalier errant vor. Die Habilitation erfolgte 2009, ebenfalls in Würzburg, mit einer Arbeit über die venezianische Literatur und Kultur im 18. Jahrhundert. Fajen wurde damit die Venia legendi für Romanische Philologie verliehen. Für seine Habilitationsschrift, die 2013 publiziert wurde, erhielt er 2015 den Hugo Friedrich und Erich Köhler-Preis der Albert-Ludwigs-Universität Freiburg. Seit 2010 ist Robert Fajen W3-Professor für französische und italienische Literaturwissenschaft an der Martin-Luther-Universität Halle-Wittenberg. Von 2018 bis 2022 war er Dekan der Philosophischen Fakultät II der Martin-Luther-Universität.
Seine Forschungsschwerpunkte liegen insbesondere auf der Theorie und Funktionsgeschichte literarischer Imagination, auf den romanischen Literaturen des Mittelalters sowie auf der französischen und italienischen Literatur des 18. Jahrhunderts.
Er ist der Sohn des Klassischen Philologen Fritz Fajen.

## Schriften (Auswahl)
- Die Lanze und die Feder. Untersuchungen zum Livre du Chevalier errant von Thomas III., Markgraf von Saluzzo. Wiesbaden 2003, ISBN 3-89500-303-4.
- als Herausgeber mit Christoph Ehland: Das Paradigma des Pikaresken / The Paradigm of the Picaresque, Heidelberg 2007, ISBN 978-3-8253-5348-3.
- Die Verwandlung der Stadt. Venedig und die Literatur im 18. Jahrhundert. Paderborn 2013, ISBN 978-3-7705-5391-4.
- als Herausgeber mit Andreas Gelz: Ocio y ociosidad en el siglo XVIII español e italiano / Ozio e oziosità nel Settecento italiano e spagnolo. Frankfurt am Main 2017, ISBN 978-3-465-03955-6.
- Thomas III. von Saluzzo, Le Livre du Chevalier errant. Edition. Wiesbaden 2019, ISBN 978-3-95490-287-3.
- als Herausgeber mit Konstanze Baron: Diderot – Le Génie des Lumières. Nature, normes, transgressions. Paris 2019, ISBN 978-2-406-07848-7.
- als Herausgeber: Serialität in der italienischen Kultur. Serialità nella cultura italiana. Berlin 2019, ISBN 978-3-631-67943-2.
- als Herausgeber mit Nathanael Busch: allmächtig und unfassbar. Geld in der Literatur des Mittelalters. Stuttgart 2021, ISBN 978-3-7776-2748-9.